# Trichomonas tenax
 (décembre 2016).
Améliorez-le ou discutez des points à vérifier. 
Espèce
Trichomonas tenax, ou Trichomonas de la bouche, est une espèce de protozoaires excavés du genre Trichomonas vivant dans la cavité buccale de l'humain, du chien et du chat.
L'hygiène habituelle n'est en général pas suffisante pour éliminer ce parasite, d’où son qualificatif de « tenace ». C'est un parasite parfois dit sans importance bien qu'il soit fréquemment rencontré lors des infections parodontales, touchant plus de 50 % de la population par endroits, mais il reste le plus souvent ignoré. Il demeure cependant absent du biofilm gingival commensal dit de santé. Sa présence dans les gingivites ulcéronécrosantes (GUN) et parodontites ulcéronécrosantes (PUN) en font un pathogène aggravant de la maladie parodontale. Ce parasite est aussi présent dans certaines maladies chroniques pulmonaires où son élimination a permis la guérison (Mussaev 1976). Il en va de même pour l'incidence et l'apparente guérison de la maladie parodontale suivant son élimination conjointement avec l'amibe Entamoeba gingivalis,. Il fut rapporté présent dans presque 90 % des parodontites avancées dans les prisons de San Quentin au siècle dernier. Les conditions de proximité avec la multiplicité des contacts, ensemble possiblement accompagnés de diètes déficientes seraient responsables de ce taux particulièrement élevé. L'âge serait aussi un facteur d'importance (Kofoid et al.1929) et l'intensité de l'inflammation serait caractéristique.
C'est le plus petit des trois Trichomonas de l'humain, 6 à 8 microns de long sur 5 à 6 de large. Il possède un axostyle long et grêle, 4 flagelles antérieurs et un flagelle récurrent soulevant une membrane ondulante jusqu'aux deux tiers du corps. Il peut occasionnellement apparaitre plus volumineux, rappelant trichomonas vaginalis. Dans ce cas spécifique, la confirmation d'un parasite buccal ou vaginal reste à confirmer d'autant que la transmission de ce genre de parasite résulte le plus souvent de contacts directs des muqueuses.
Il vit dans le tartre dentaire, les clapiers de pyorrhée alvéolodentaire et les cryptes amygdaliennes purulentes. T. tenax serait impliqué dans la dégradation des tissus parodontaux par sécrétion de diverses substances telles la phosphatase alcaline, la fibronectine et la cathepsine[source insuffisante]. Trichomonas tenax remplit les conditions préalables pour être considéré pathogène puisqu'il peut causer des dommages aux cellules mammifères au même titre que trichomonas vaginalis. Il n'a pas de forme kystique et se transmet directement sous forme végétative. Il est à noter que l’espèce tenax est la plus fréquente dans les atteintes pulmonaires. 
Trichomonas tenax peut facilement être détectée par microscopie à contraste de phase sur un examen à l'état frais du biofilm d'une poche parodontale infectée. Le montage se fait sur milieu salivaire pour éviter les déformations que l'eau courante ou une solution saline pourraient apporter.